# Контратерористична операция
Контратерористичната операция се определя като съвкупност от съгласувани и взаимосвързани по цел, задачи, място и време специални тактически, разузнавателни, оперативно-издирвателни и др. действия провеждани по единен замисъл и план от органите за вътрешна сигурност, въоръжените сили и други държавни органи за обезвреждане на терористи, спасяване живота на застрашени хора и опазване на материални ценности.
Целта на операцията е задържане или ликвидиране на терористите, освобождаване на заложници или отвлечени лица (ако има) при най-висока степен за безопасност за участниците в операцията и гражданите, които се намират в района.